# Bembèrèkè
Bembéréké è una città situata nel dipartimento di Borgou nello Stato del Benin.
Il comune ha una superficie di circa 3350 km² e una popolazione di 112 564 abitanti (stima 2006).
Si trova a poco più di 100 km a nord di Parakou, la seconda città del paese per importanza commerciale. È situata in una zona collinare. Procedendo ancora più a nord si va verso i Parchi Nazionali "Pendjari" e "W du Niger" confinanti con Togo, Burkina Faso e Niger. Nelle vicinanze della città è presente un importante ospedale, gestito da associazioni umanitarie internazionali e specializzato in cure odontoiatriche e pediatriche.

## Amministrazione
Il comune è formato dai seguenti 5 arrondissement:
- Bembèrèkè
- Béroubouay
- Bouanri
- Gomia
- Ina